# Fets de Cullera de 1911
Els Fets de Cullera de 1911 fan referència a una vaga convocada el 18 de setembre de 1911 a tot l'estat espanyol en protesta pel reclutament de la guerra del Marroc i en solidaritat amb els carreters i carregadors de Bilbao. Això va acabar amb l'assassinat a Cullera (Ribera Baixa) d'un jutge i dos funcionaris per part dels manifestants. Aquests fets van tenir molta repercussió tant a nivell estatal com internacional. Els fets i el judici es van seguir amb deteniment per part de tots els mitjans de comunicació espanyols, i el president del govern espanyol, José Canalejas, va presentar la dimissió en protesta per l'indult d'un dels condemnats pel rei Alfons XIII. A nivell internacional, la repercussió dels fets i la pressió dels països europeus van portar a l'indult de la pena de mort per als condemnats i a la commutació de la pena per cadena perpètua.

## Antecedents i context

### Guerra del Marroc
En aquell temps hi havia un gran malestar social a causa de la Guerra del Marroc, que fou un conflicte derivat de la insurrecció de les tribus que vivien a la zona del Rif contra l'ocupació del colonialisme espanyol. Dos factors creaven el malestar social: d'una banda les tropes que enviava Espanya eren reclutades obligatòriament, i, d'altra banda, els jóvens de bona família podien, en general, lliurar-se d'anar-hi, pagant a algú altre perquè hi anara en el seu lloc.

### Convocatòria de vaga a tot l'Estat
Un mes abans els delegats de totes les regions de la Confederació Nacional del Treball (CNT), que es trobava en els seus inicis, es van reunir en sessió secreta a Barcelona per intercanviar impressions sobre els conflictes socials i la guerra del Marroc, i acordaren convocar una vaga general amb solidaritat amb els carreters i carregadors de Bilbao. A aquella reunió també hi assistiren dos representants de la Unió Agrícola de Cullera, José Crespo Solanes (un dels participants del Fets de Cullera de 1911) i Antonio Malonda, que en tornar a Cullera informaren els seus companys dels acords presos en aquella reunió.

## Els fets

### Convocatòria de vaga
Uns dies abans dels fets, la Societat Unió Agrícola Obrera de Cullera decidia secundar la Vaga General pel reclutament forçós a la Guerra del Marroc i amb solidaritat amb els carreters de Bilbao. Sembla que l'autoritat local no tenia notícies d'açò atés que la nit anterior als fets l'alcalde de Cullera, Joaquín Fenollar, se n'anà de caça. A primeres hores del matí de dilluns 18 de setembre de 1911, els vaguistes tallen el telèfon, el telègraf i les vies del tren de la localitat.

### Com a conseqüència dels disturbis, el jutge de Sueca es desplaça a Cullera per restablir l'ordre
El jutge de Sueca (partit judicial a què pertany Cullera) s'assabenta del que passa a Cullera i decideix anar-hi. Ho fa amb el carruatge d'un veí de Sueca, Juan Bautista González Gómez, de malnom el Polit on, a més del jutge, Jacobo López de Rueda, viatgen també l'escrivà Primitivo Beltran Diego, el seu fill Arturo Beltran Ruiz (de 15 anys), l'habilitat del jutjat Fernando Tomàs Pastor, el seu fill José María Tomàs Roig i el subaltern del jutjat Antonio Dolz Garcia.
Les sis persones parteixen de Sueca cap a migdia, arriben al terme de Cullera al voltant de les 12.30h, al pas a nivell de les vies de tren, i allà es troben un reduït grup de persones que mitjançant barricades tallen el camí. El jutge els ordena que deixen lliure el pas i els obliga a pujar al carruatge en qualitat de detinguts.
Després d'aquesta primera detenció el carruatge continua la marxa cap al nucli urbà; més endavant troben un altre petit grup de persones causant desperfectes a la via del tren. El jutge procedeix a una segona detenció. En acabant aquesta segona detenció, el carruatge reprén la marxa cap al poble, cada vegada es feia més nombrós el grup de gent que s'acostava al carruatge en auxili dels detinguts. Segons algunes versions, en aquest moment el jutge va perdre els papers i intentà posar ordre pegant tirs. Aquesta conducta provocà la ira dels vaguistes.

### Assassinat del subaltern
En entrar a la Vila de Cullera el grup de revoltats aconsegueix alliberar els detinguts i ferir el secretari Primitivo Beltran. En aquest moment es produeix la dispersió de la comitiva judicial en tres grups. Per un costat el ferit i el seu fill són allotjats en cases del poble. Per un altre costat el jutge, l'habilitat i el fill d'aquest fugen cap a l'Ajuntament perseguits pels amotinats. I per acabar, el subaltern, presa de la por, decideix fugir a soles cap al costat contrari, cap al riu. Un grup de gent el persegueix; ferit arribà al riu, que aconseguí passar, però els revoltats el creuaren també pel pont de Ferro, l'acaçaren a l'altra vora i el mataren.

### Assassinat del jutge i del secretari
El jutge, el secretari i el fill d'aquest aconseguixen arribar a l'Ajuntament i es tanquen a la sala de sessions. El jutge ix al balcó, unes versions diuen que a intentar pacificar, altres versions diuen que enfurí a la gentada amb tirs. El fill del secretari s'amaga en un divan que hi havia a la sala. Això li salvà la vida. La gent des de baix cridava “no volem la guerra" i tiraven pedres al balcó. L'alcalde de Cullera i altres funcionaris barren el pas a l'ajuntament i els demanen tranquil·litat, però finalment els revoltats accedeixen a l'interior, trenquen la porta i maten el jutge i l'habilitat. El fill de l'habilitat, que està amagat al divan, és trobat per un dels revoltats, Juan Soñés, que li demana cinc pessetes; el revoltat assegurà al judici que els diners eren per demanar un carruatge i ajudar-lo. Cap a les 14.15h es realitzen els assassinats. Al voltant de les 14.30h arriba a Cullera el piquet de carabiners que reinstaurarà l'ordre.

### Es declara l'Estat de guerra
Com a conseqüència dels disturbis provocats a Cullera i a diversos llocs del País Valencià durant la jornada de vaga, es declara l'estat de guerra a la província de València. L'estat de guerra es mantingué fins al 23 d'octubre de 1911, en què es van restablir les garanties constitucionals per a iniciar el període electoral. La jornada de vaga se saldà amb molts disturbis, no tan sols a Cullera. A València es produeixen també manifestacions amb diversos morts i ferits.

### Explicació dels fets
Alguns mitjans de comunicació de l'època afirmen que Juan Jover Corral, Xato de Cuqueta, i altres veïns de Cullera havien patit maltractaments i persecucions violentes per part de les autoritats durant els períodes electorals. Els maltractats van considerar que un dels responsables d'aquests maltractaments era el jutge de Sueca i per això el mataren. Actualment alguns historiadors han posat èmfasi en la contextualització històrica: en aquell moment la classe obrera lluita contra elements caciquils i el jutge forma part d'eixe poder. A més, aquest jutge destacava per l'executòria contra sindicalistes i republicans. I a tot açò hem d'afegir l'actitud que tingué aquell dia d'enfrontar-se a tirs amb els manifestants.

## Judici en forma de Consell de guerra
Les autoritats decideixen realitzar un Consell de guerra, malgrat les protestes dels advocats defensors que en les qüestions prèvies al·legaven que en el moment que es produeixen els fets no s'havia declarat encara l'Estat de guerra. Tots els diaris d'àmbit estatal informaren diàriament i detallada del consell de guerra, tot dedicant primeres planes i pàgines interiors senceres. El judici se celebrà en els jutjats de Sueca, en el despatx del jutge assassinat. En aquell mateix edifici vivien també la viuda i la filla del subaltern assassinat.

### La primera sessió és dijous 7 de desembre de 1912
El judici es realitza en tres sessions, entre els dies 7 i 9 de desembre de 1912. A les 8.30h del matí del dia 7 de desembre de 1912 començà la primera sessió amb la lectura de les actuacions practicades pel jutjat de Cullera, les diligències sumarials, les inspeccions oculars dels fets, autòpsies, declaracions dels testimonis i la declaració de cadascun dels processats.

### Segona sessió divendres 8 de desembre de 1912
És el torn de l'acusació del fiscal i els informes dels advocats defensors.

### Tercera sessió dissabte 9 de desembre de 1912
La sessió comença amb els darrers informes de les defenses i acaba el juí amb el dret a l'última paraula dels processats. El que s'espera amb més expectació és el dret a l'última paraula de l'acusat de participar en els tres crims, Juan Jover Corral, de malnom el Xato de Cuqueta. Les seues declaracions davant del tribunal militar les fa en valencià, potser perquè era incapaç d'expressar-se amb destresa en una altra llengua, segons publica el Diari El Pueblo aquestes són les seues declaracions literals:
| « | Jo estava treballant en la carretera. Arribà el jues, que jo no sabia qui era, i después de traure el revòlver, mos maltratà, mos agarrà del braç i mos feu pujar al cotxe. Un poc més cap allà agarrà a uns atres i…. | » |

i en eixe moment s'acaben les declaracions perquè el fiscal el talla al·legant que això ja està dit al sumari.
Una de les últimes declaracions que, segons el diari El Pueblo, provoca molta impressió a la sala és la de Salvador Montaner, de malnom Catxotxes, que ensenya una samarreta tacada de sang, segons explica, a causa dels maltractaments que pateix. El jutge li diu que “eso no queremos verlo aquí”.
A les 11:05h del matí del 9 de desembre el judici queda vist per a sentència.

## Acusats i condemnats a mort
Moltes foren les persones detingudes i presumptament torturades perquè contaren el que havia passat. 22 persones van ser processades i set d'elles condemnades a mort. Entre totes aquestes persones destaca Joan Jover Corral. Va ser acusat de participar activament en totes les morts i fins i tot en un primer moment en confessà la participació, però posteriorment al judici afirmà que la confessió havia sigut conseqüència de tortures i negà la seua participació. A continuació parlarem de tots els acusats.

### Joan Jover Corral, de malnomel Xato de cuqueta
Natural de Cullera, en el moment que es produeixen els fets té 24 anys, solter i llaurador. Son pare pateix paràlisi i sa mare és cega. Conegut per les autoritats judicials i policials per diverses causes menors. És condemnat a mort per participar en els tres assassinats. Posteriorment la pena de mort és commutada per cadena perpètua. Va acceptar la participació en els assassinats en la declaració policial, després al judici diu que l'autoinculpació és causa dels maltractaments policials. Acabà complint 18 anys de presó a Figueres fins al 1932, encara que el 1929 li va ser concedida la llibertat condicional.

### José Crespo Solanes, de malnomClavell
Natural de Cullera, en el moment que es produeixen els fets té 33 anys, és casat i té dos fills, llaurador. Conegut per les autoritats judicials i policials com a "agitador" per la seua militància sindicalista i republicana. Va ser condemnat a dotze anys, quatre dies i dos mesos per ser instigador dels assassinats. Va complir la pena a la presó a Figueres fins a abril de 1919 que ix de la presó. A partir d'aquell moment participa en vagues, en mítings amb Azzati, a qui agraeix públicament la seua lluita per denunciar els maltractaments i aconseguir l'indult dels processats. El 1921 funda el Sindicato Único a Cullera.

### Cecilio San Félix Expósito, de malnomPanxitooBudell
Natural de València, veí de Cullera, en el moment que es produeixen els fets té 49 anys, és casat i té cinc fills. Acusat de matar a l'habilitat del jutjat Fernando Tomàs amb una agulla de sabater. Condemnat a mort, pena que finalment és commutada per cadena perpètua, que compleix al Penal de Santoña.

### Federico Ausina Franco, de malnomFerrer
Natural de Cullera, en el moment que es produeixen els fets té 25 anys i és solter. Acusat de participar en la mort del subaltern. Condemnat a mort, pena que finalment és commutada per cadena perpètua. Compleix condemna a la presó de Figueres.

### José Ochera Casat, de malnomPerol
Natural de Cullera, en el moment que es produeixen els fets té 22 anys, és solter. Acusat de participar en la mort del subaltern. Condemnat a mort, pena que finalment és commutada per cadena perpètua que compleix al Penal de Santoña.

### Valeriano Martínez Ibiza, de malnomRoig
Natural de Cullera, en el moment que es produeixen els fets té 40 anys i és casat. Condemnat a mort, pena que finalment és commutada per cadena perpètua que compleix al Penal de Santoña.

### Francisco Gimeno Reduan, de malnomPauoCaiaca
Natural de Cullera, en el moment que es produeixen els fets té 32 anys i solter. Figura al padró de famílies pobres de Cullera. Condemnat a mort, pena que finalment és commutada per cadena perpètua que compleix al Penal de Santoña.

### José Giménez Malonda, de malnomTorrit
Natural de Cullera, en el moment que es produeixen els fets té 43 anys, és casat i té 4 fills. Condemnat a mort, pena que finalment és commutada per cadena perpètua que compleix al Penal de Santoña.

## Denúncia de maltractaments als acusats
Alguns diaris denunciaren els maltractaments que patiren els detinguts en la presó model de València. Sis empleats d'aquesta presó van ser reclosos a les Torres de Quart de València per informar a diputats de partits d'esquerra sobre aquests suposats maltractaments. I alguns diputats republicans com Emilio Santa Cruz, Adolf Beltran o Félix Azzati tingueren problemes per denunciar aquests maltractaments fins al punt que Adolf Beltran el van empresonar per aquest motiu. Els diputats visitaren el president del govern, Canalejas, i iniciaren una campanya de denúncia que tingué molt de ressò internacional. Aquests presumptes maltractaments també tingueren ressò internacional en Diaris com L'Humanité o el Daily News, que criticaren les tortures.
Els mateixos acusats afirmaren en l'última sessió del judici que les seues declaracions inculpatòries estaven condicionades pels maltractaments infligits. El govern espanyol encarregà al director general de presons, Pérez Crespo, una investigació per tal d'esclarir la veracitat i abast d'aquest maltractaments. La investigació va concloure que no es podien demostrar l'existència dels maltractaments.

## Sentència i indults
El dia 12 de gener de 1912 es feia pública la sentència: condemnats a mort set dels processats: Juan Jover Corral m. Xato de Cuqueta, Cecilio San Fèlix Expósico m. Panxito, Federico Ausina Franco m. Ferrer, José Ochera Casat m. Perol, Valeriano Martínez Ibiza m. Roig, Francisco Jimeno Reduan m. Caiaca i José Jiménez Malonda m. Torrit. L'autoritat militar va determinar que l'execusió dels condemnats s'efectuara en la localitat on s'havien comés els crims, a Cullera. L'endemà el govern indulta de la pena de mort a sis dels set processats i manté la pena de mort només per a un d'ells: Juan Jover Corral m. Xato de Cuqueta. Per tal d'executar la sentència, aquell mateix dia 13 s'informa als diaris el deplaçament dels botxins de Madrid i Burgos a Cullera “llevando la caja con sus útiles”, de l'enviament d'una càrrega de fusta per a la construcció dels cadafals i del garrot i el trasllat de 100 soldats de Regimiento de Caballeria de Victoria Eugenia. L'exèrcit munta un cadafal al final de l'Avinguda Peris Mencheta de Cullera, pràcticament a la platja (actual Avinguda Blasco Ibàñez), i el presoner és portat davant d'un capellà militar, però finalment va ser indultat.

## Campanya per a demanar l'indult
Immediatament després de la condemna a mort es posa en marxa una allau de peticions per a indultar al Xato de Cuqueta. En la campanya participen associacions de tota mena: teatres, la premsa, les corporacions, l'església, les cigarreres, personalitats com Sorolla, Benlliure, Benavente, Giner de los Ríos, el Mestre Lleó, Muñoz Degrain, Pérez Galdó, Ramón y Cajal, Ortega y Gasset i ciutadans anònims fins a arreplegar les 50.000 firmes. Diaris internacionals com L'Humanité o el Daily News, que unes setmanes abans havien criticat les tortures, ara tornaven a carregar contra el procés, tot criticant la sentència de pena de mort. El mateix dia que es va fer pública la sentència a Madrid, cotxes que anaven a marxa lenta tiren pamflets que deien: “En nombre del progreso, la civilización y la piedad humana, levantad vuestra voz y pedid el indulto de los reos de Cullera”.
Una subscripció a Cullera va sufragar un viatge a Madrid dels familiars dels condemnats per visitar el president del govern i els reis i demanar-los l'indult. Polítics republicans valencians es feren càrrec d'acollir i allotjar a Madrid els familiars. La imatge de la mare del Xato, una dona major cega va ser portada de diaris que contaren com la mare s'agenollà davant el rei i el president per demanar l'indult del seu fill
En un primer moment el president del govern es resisteix a concedir l'últim indult dels processats pels Fets de Cullera, afirmà que cap manifestació aconseguiria l'indult del Xato, que ja havien fet massa indultant els altres sis condemnats a mort i que si el rei decidia indultar el Xato ell i tot el seu gavinet dimitiria. Finalment el rei concedí l'indult i això provocà una crisi de govern.

## Conseqüències

### Destitució de l'alcalde
L'alcalde de Cullera en el moment que es produïren els fets, Joaquín Fenollar, va ser destituït del seu càrrec per l'autoritat militar que va considerar que no participà en la investigació. El dia dels fets quan arribà el piquet de carabiners l'alcalde no donà cap nom dels participants, va declarar que el jutge assassinat havia tancat feia uns mesos una associació obrera i detingut els seus afiliats.

### Crisi del govern a l'Estat espanyol
La sentència del Consell de guerra va condemnar a set dels acusats a pena de mort. En un primer moment el govern de Canalejas indultà de la pena de mort a tots excepte al Xato de Cuqueta. El govern afirmà que no podia indultar a la pena de mort al Xato, ja que, havia estat partícip dels tres assassinats, i que ja havia fet prou amb l'indult del altres sis i que si el rei gosava indultar-lo tots els membres del govern dimitirien. Però el rei decidí indultar al Xato i el govern presentà la dimissió, que no va ser admesa pel rei.

### Malnom dematajutges
Manuel Sanchis Guarner al seu llibre Els pobles valencians parlen els uns dels altres recull el malnom de matajutges, que és com es refereixen els pobles veïns per referir-se als habitants de Cullera. Aquest malnom té origen en aquests fets.